# جون غامبينو
جيوفاني غامبينو (بالإيطالية: Giovanni "John" Gambino)‏ (مواليد 22 أغسطس 1940 في باليرمو - 16 نوفمبر 2017) هو رجل مافيا أمريكي من أصل صقلي إيطالي ولد في يوم في إيطاليا، عاش في نيويورك وقد تشارك في أعماله مع كارلو غامبينو وروزاريو غامبينو وجون غوتي وسامي غرافانو، تم إلقاء القبض عليه في سنة 1992 في فلوريدا وحوكم بتهم التجارة بالمخدرات و بجرائم منظمة أخرى.